# Gynostemma zhejiangense
Gynostemma zhejiangense là một loài thực vật có hoa trong họ Cucurbitaceae. Loài này được X.J.Xue mô tả khoa học đầu tiên năm 1995.